# Trogichneumon annaeliesae
Trogichneumon annaeliesae är en stekelart som beskrevs av Heinrich 1968. Trogichneumon annaeliesae ingår i släktet Trogichneumon och familjen brokparasitsteklar. Inga underarter finns listade i Catalogue of Life.